# Assedio di Szigetvár
L'assedio di Szigetvár (o battaglia di Szigeth) (in ungherese Szigetvári csata, in croato Bitka kod Sigeta o Sigetska bitka, in turco Zigetvar Kuşatması) fu un lungo combattimento per la conquista turca di Szigetvár che bloccò l'avanzata ottomana di Solimano il Magnifico verso Vienna nel 1566.
L'assedio fu posto dalle forze armate ottomane al comando del sultano stesso Solimano il Magnifico e del suo gran visir Sokollu Mehmed Pascià ai primi di agosto del 1566. La città era difesa da una guarnigione al comando del Ban della Croazia Nikola Šubić Zrinski.
Dopo la battaglia di Mohács nel 1526, che determinò la fine dell'indipendenza del Regno d'Ungheria, Ferdinando I d'Asburgo, imperatore del Sacro Romano Impero, venne eletto dai nobili ungheresi e croati, re d'Ungheria e di Croazia. Ne conseguì una serie di conflitti tra gli Asburgo, con i loro alleati, e l'impero ottomano. Con la piccola guerra in Ungheria entrambe le parti si trovarono estenuate dopo aver subito entrambe pesanti perdite. La campagna ottomana in Ungheria terminò dopo la battaglia di Szigetvár.
Nel gennaio 1566 Solimano andò alla guerra per l'ultima volta nella sua vita. L'assedio di Szigetvár fu combattuto dal 5 agosto all'8 settembre 1566 e, sebbene si fosse concluso con la conquista ottomana della fortezza, entrambe le parti avevano subito pesanti perdite. Entrambi i capi delle parti avverse persero la vita, il comandante dei difensori della città, Zrinsky durante l'ultima carica, mentre Solimano morì per cause naturali nella propria tenda. Durante gli attacchi alla fortezza persero la vita più di 20 000 ottomani, mentre quasi l'intera guarnigione di difensori, di circa 2300 uomini, fu annientata (600 di questi solo nell'ultimo giorno). Sebbene si sia trattato formalmente di una vittoria ottomana, l'assedio pose fine all'avanzata ottomana verso Vienna per quell'anno e la capitale austriaca non fu più minacciata dai turchi fino alla battaglia di Vienna del 1683.
L'importanza della battaglia combattuta a Szigetvár fu considerata tale che il cardinale e primo ministro francese Richelieu la definì «…la battaglia che salvò la civiltà». La battaglia è molto famosa in Croazia ed Ungheria ed ispirò sia il poema epico ungherese L'assedio di Sziget , che l'opera croata Nikola Šubić Zrinski.

## Antefatti
Il 29 agosto 1526 le forze ungheresi di Luigi II d'Ungheria e Boemia furono sconfitte a Mohács dalle forze ottomane condotte da Solimano il Magnifico e lo stesso re ungherese perì in combattimento. La sua morte determinò la fine dell'indipendenza del Regno di Ungheria, essendo Luigi morto senza eredi. Sia l'Ungheria che la Croazia divennero oggetto di contesa fra l'impero ottomano e la monarchia asburgica. Ferdinando I d'Asburgo, fratello dell'imperatore Carlo V (e futuro Imperatore lui stesso), aveva sposato la figlia di Ladislao II d'Ungheria e Boemia e venne eletto re di Ungheria e Croazia dalle nobiltà ungheresi e croate.
Il trono d'Ungheria divenne oggetto di dispute dinastiche fra Ferdinando e János Zápolya, voivoda di Transilvania, cui Solimano il Magnifico aveva promesso il dominio sull'Ungheria. Ferdinando diede corso alle sue pretese sull'Ungheria ed occupò Buda, sottraendola al dominio di Zápolya, nel 1527, ma due anni dopo la dovette riconsegnare a causa delle vittorie conseguite contro le sue truppe dagli ottomani nel periodo.

### Piccola guerra
Gli anni che vanno dal 1529 al 1552 sono noti con il nome di "anni della Piccola guerra". A seguito della mancata conquista di Vienna del 1529 da parte del Solimano, nel 1530 Ferdinando lanciò un contrattacco per riprendere in mano l'iniziativa. Un assalto a Buda venne respinto da János Zápolya, ma Ferdinando ebbe successo altrove, catturando Esztergom ed altre fortezze lungo le rive del Danubio, una frontiera strategica.

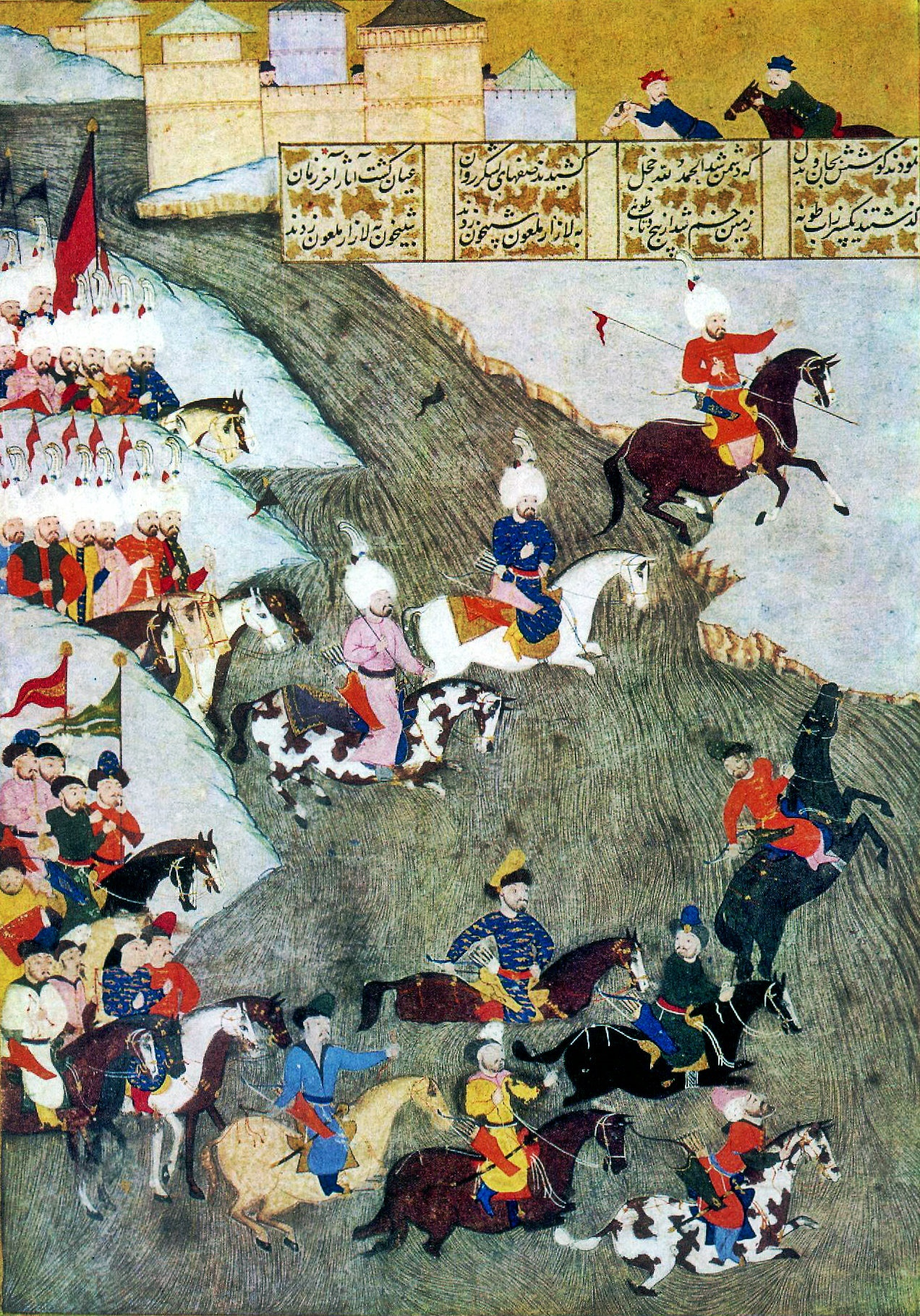
Miniatura ottomana sulla Campagna militare di Szigetvár che mostra le truppe ottomane ed i Tatari come avanguardie, datata 1579

La risposta di Solimano venne nel 1532, allorché un'armata di 120 000 uomini si mosse per assediare Vienna. Ferdinando ritirò le sue truppe, lasciando solo 700 uomini, privi di artiglieria e con pochi fucili, a difendere Kőszeg sebbene Pargali Ibrahim Pascià, il Gran Visir ottomano, non avesse compreso quanto scarse fossero le difese di Kőszeg. Solimano lo raggiunse poco dopo l'inizio dell'assedio. Per più di venticinque giorni il comandante croato Nikola Jurišić e la sua guarnigione respinsero 19 assalti ed un incessante bombardamento da parte delle artiglierie ottomane. Alla città vennero offerte onorevoli condizioni di resa e, benché queste fossero state respinte, gli ottomani levarono l'assedio, offrendo a Ferdinando un trattato di pace. Questo venne concluso e Zápolya fu riconosciuto dagli Asburgo come re d'Ungheria, ancorché vassallo dell'impero ottomano.
Il trattato non aveva soddisfatto né Ferdinando né Zápolya e le loro truppe iniziarono a combattersi in schermaglie lungo i confini.
Nel 1537 Ferdinando attaccò le forze di János Zápolya ad Osijek in violazione del trattato. L'assedio fu un colossale fiasco per le truppe austriache, sbaragliate da un intervento armato degli ottomani. Ma anziché proseguire con un attacco a Vienna il Solimano preferì attaccare Otranto, nell'Italia del sud. La battaglia navale di Prevesa del 1538, combattuta e persa dalla flotta della Lega Santa, benché non avesse coinvolto direttamente la monarchia asburgico, fu vista come un'ulteriore sconfitta di quest'ultima contro il tradizionale nemico turco.
John Zápolya morì nel 1540 e gli succedette il figlio Giovanni II, ma, essendo questi nato pochi giorni prima della morte del padre, per gran parte del periodo del suo regno il paese fu governato dalla madre, Isabella, che continuò ad essere appoggiata dal Solimano. Un'ulteriore umiliazione venne inflitta dagli ottomani agli Asburgo con l'assedio di Buda: gli Asburgo decisero di attaccare la città e le loro forze furono affidate a Wilhelm von Roggendorf, che ad inizio agosto 1541 pose l'assedio. Isabella Jagiełło chiese aiuto al Solimano che intervenne rapidamente e personalmente ed il 21 agosto le truppe ottomane attaccarono quelle austriache, che subirono un'autentica disfatta (lo stesso Roggendorf morì due giorni dopo la battaglia a causa delle ferite riportate). Nell'aprile 1543 Solimano lanciò un'altra campagna in Ungheria, riprendendosi Bran ed altre piazzeforti in misura tale che gran parte dell'Ungheria tornò sotto il controllo ottomano.
Nell'agosto del 1543 gli ottomani assediarono Esztergom e la conquistarono; ad essa seguirono le conquiste della città di Székesfehérvár, Siklós e Seghedino, il che rese più sicura la città di Buda.
Un ulteriore trattato di pace fra gli Asburgo e gli Ottomani durò fino al 1552, quando Solimano decise di attaccare Eger. L'assedio fallì e questo smacco pose fine al periodo delle sconfitte asburgiche. La resistenza di Eger ed il ritiro degli ottomani diedero agli Asburgo ragione di credere che l'Ungheria non era per loro ancora perduta; le ostilità furono in effetti riprese solo nel 1566.
Giovanni II abdicò nel 1570 ed il paese tornò sotto la sovranità degli Asburgo.

## Campagna del 1566

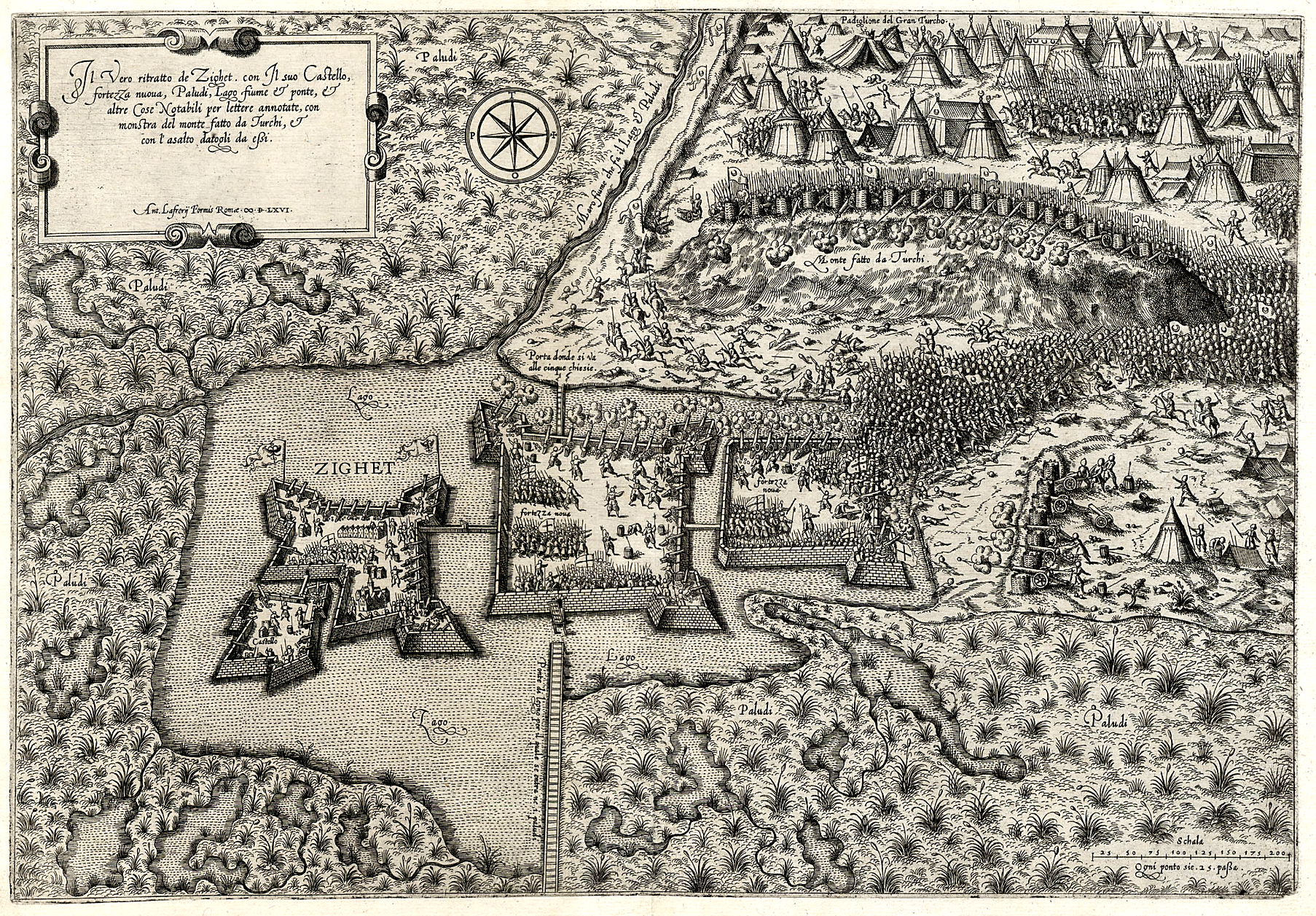
Stampa artistica della battaglia di Szigetvár

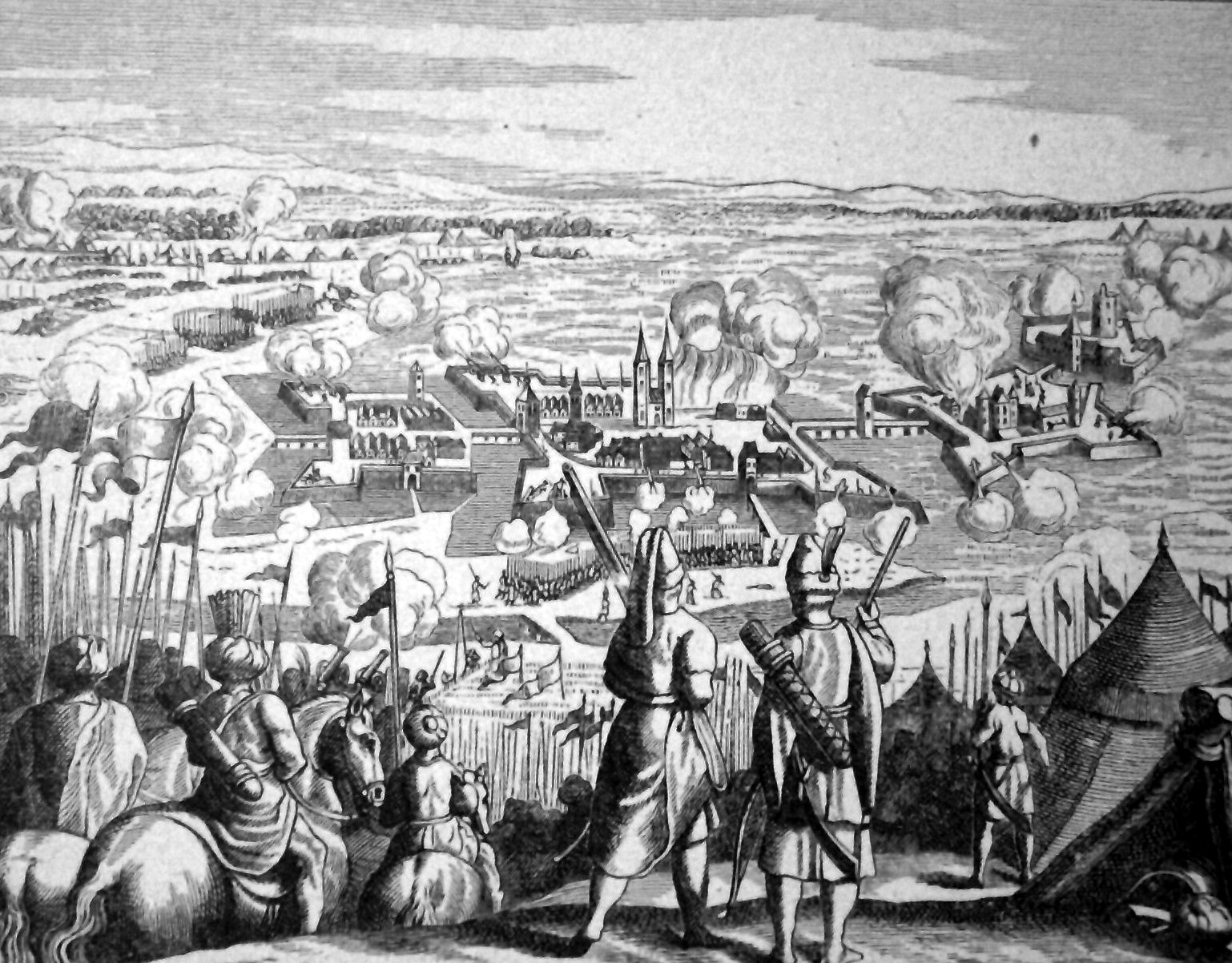
Assedio della firtezza di Szigetvár dalle forze superiori ottomane

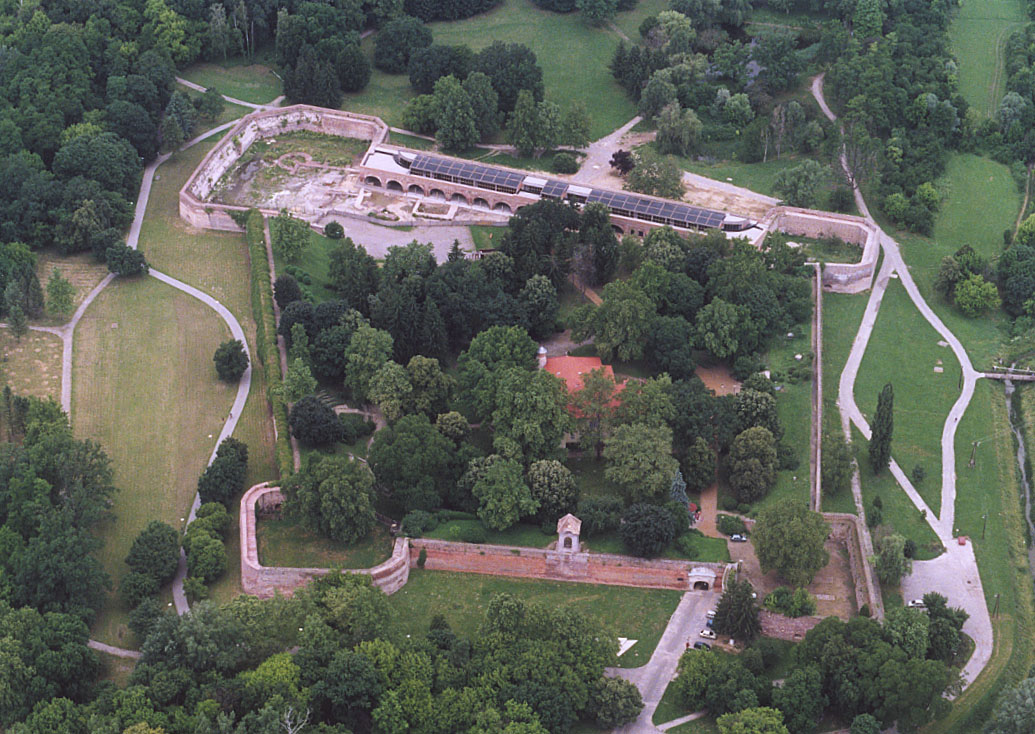
La fortezza di Szigetvár oggi

Nel 1566 il sultano Solimano I si avviò alla guerra per l'ultima volta dopo aver governato l'impero per 46 anni. Aveva ormai 72 anni e, nonostante dovesse muoversi su una carrozzella a causa della gotta, fu al comando nominale della sua tredicesima campagna. Il 1º maggio 1566 il sultano lasciò Costantinopoli a capo di una delle più grandi armate che avesse mai comandato.
Il suo avversario, conte Nikola Šubić Zrinski, era uno dei maggiori proprietari terrieri del Regno di Croazia, un veterano delle guerre di confine ed un bano dal 1542 al 1556. Negli anni giovanili si era distinto nell'assedio di Vienna e fece una brillante carriera militare.
L'armata del sultano raggiunse Belgrado il 27 giugno, dopo quarantanove giorni di marcia. Qui incontrò Giovanni II Sigismondo Zápolya, al quale aveva in precedenza promesso la sovranità sull'Ungheria. Apprendendo del successo di Zrinski nell'assalto ad un accampamento turco a Siklós, Solimano decise di rinviare il previsto attacco ad Eger ed attaccare prima la fortezza di Zrinski a Szigetvár, per eliminarne la minaccia.

### L'assedio
L'avanguardia turca si presentò a Szigetvár il 2 agosto ed i difensori effettuarono numerose sortite, che inflissero notevoli perdite agli assedianti. Il Sultano, con il grosso delle truppe, giunse il giorno 5 e la sua grande tenda venne eretta sulla collina di Similehov per dargli la possibilità di assistere alla battaglia. Egli doveva stare nel suo accampamento e ricevere i rapporti sull'andamento dei combattimenti dal suo Gran visir Sokollu Mehmed Pascià, il comandante effettivo delle operazioni belliche ottomane.
Il conte Zrinsky si trovò assediato da un'armata di almeno 150 000 soldati e dotata di una potente artiglieria. Zrinsky aveva raccolto, prima dell'assedio, una forza di circa 2300 fra soldati croati ed ungheresi, ma la maggior parte dei difensori era croata, mentre il contingente ungherese contava sia soldati che ufficiali.
Szigetvár era suddivisa in tre parti, separate dall'acqua: la città vecchia, quella nuova ed il castello, ciascuna collegata alle altre da ponti ed alla terraferma da terrapieni. 
Benché non eretto a una particolare altezza, il castello interno, che occupava gran parte dell'area occupata dall'attuale, non era direttamente accessibile agli attaccanti. Questo poiché dovevano essere superati e conquistati due altri muri esterni prima di sferrare l'attacco al castello.
Quando il sultano comparve davanti alla fortezza vide che ai muri erano appesi drappi rossi, come per una festosa accoglienza e un solo, grande cannone, tuonò per salutare il potente monarca guerriero. L'assedio vero e proprio ebbe inizio il giorno 6, quando il sultano ordinò un assalto generale ai bastioni, ma questo venne respinto con successo. Benché in numero limitato e fortemente inferiori numericamente agli assalitori, alla guarnigione l'esercito imperiale di Vienna non inviò alcun rinforzo.
Dopo un mese di estenuanti e sanguinosi combattimenti i difensori si ritirarono nella città vecchia per l'ultima resistenza. Il sultano tentò di convincere Zrinski ad arrendersi, offrendogli infine la sovranità della Croazia, sotto l'influenza ottomana, ma il conte Zrinsky non rispose e continuò a combattere.
La caduta del castello pareva inevitabile, ma gli alti comandi ottomani esitavano. Il 6 settembre Solimano morì nella sua tenda e il suo decesso venne tenuto segreto con grande difficoltà. Un corriere venne inviato dal campo con un messaggio per il suo successore, Selim, il cui contenuto rimase probabilmente a lui ignoto per tutti gli otto giorni della durata del suo viaggio.

### Battaglia finale

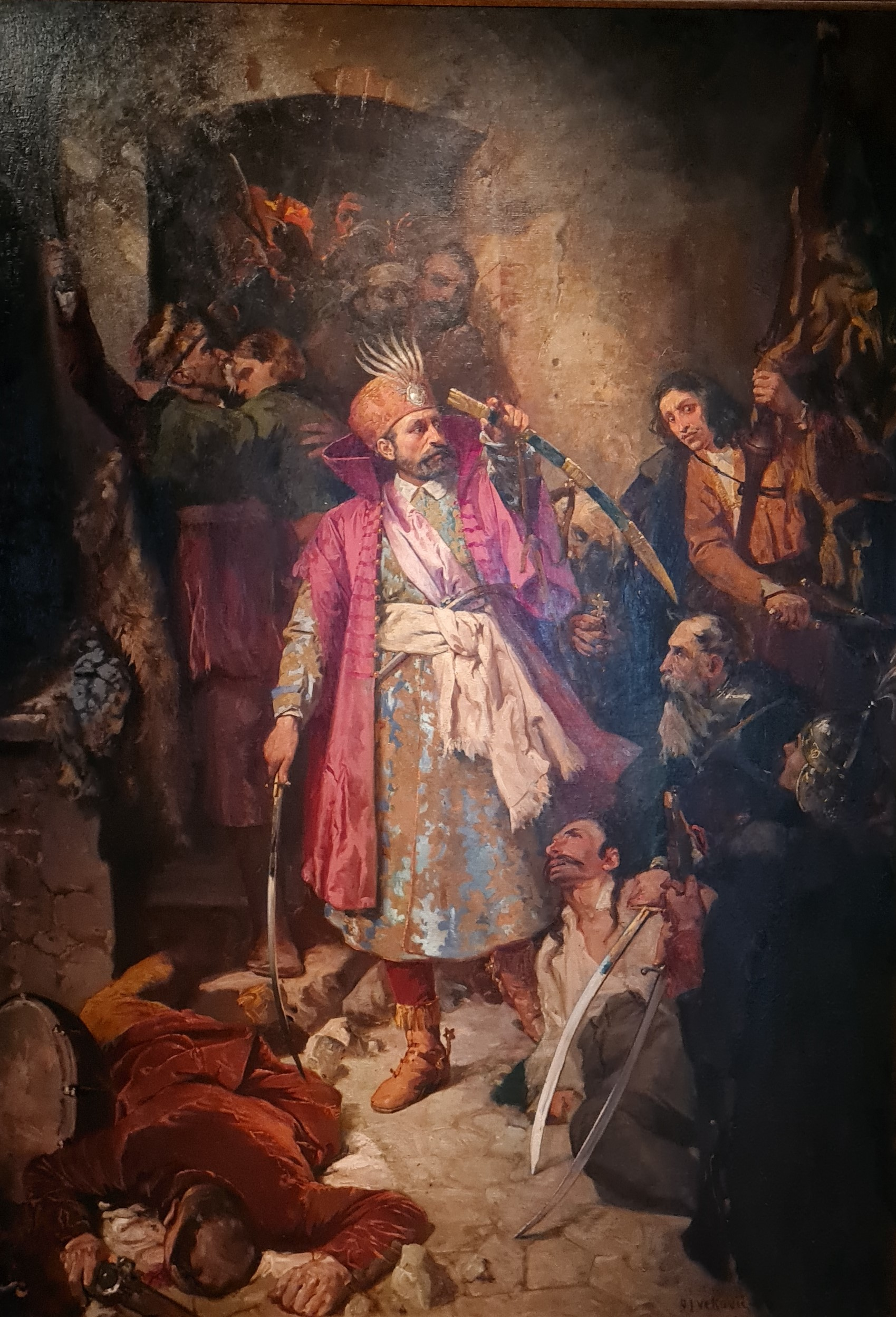
Nikola Šubić Zrinski si prepara per la battaglia finale - dipinto di Oton Iveković.

La battaglia finale ebbe inizio il 7 settembre, giorno successivo al decesso del sultano. Per quella data i muri della fortezza erano stati già sbriciolati dalle mine esplosive e dal fuoco appiccato agli angoli delle mura. Al mattino l'attacco finale ebbe inizio con fuoco di fucileria, lancio di fuoco greco e una concentrazione di cannonate. Presto il castello, ultimo rifugio fortificato in Szigetvár, fu dato alle fiamme e le ceneri cadevano nell'appartamento del conte.
L'armata ottomana sciamò nella città, battendo tamburi ed urlando. Zrinski si prepara all'ultima carica incitando le sue truppe:
Zrinski non permise che l'assalto finale irrompesse nel castello. 
Poiché I turchi stavano premendo lungo uno stretto ponte, i difensori aprirono il portone e spararono con un grosso mortaio una carica di schegge di ferro, uccidendo 600 attaccanti. Zrinsky allora ordinò la carica, che condusse con i 600 uomini rimastigli fuori del castello. Egli fu colpito da due colpi di moschetto nel petto ed ucciso poco dopo da una freccia nel capo. Qualcuno dei suoi si ritirò nuovamente nel castello.
I turchi presero il castello e la maggior parte dei difensori rimastivi furono uccisi. I pochi difensori catturati vivi furono risparmiati dai giannizzeri che avevano ammirato il loro coraggio; insieme ad otto difensori che avevano tentato di fuggire attraverso le linee ottomane, il corpo di Zrinsky venne decapitato e la sua testa portata all'imperatore, mentre il suo corpo ricevette un'onorata sepoltura dai turchi che erano stati suoi prigionieri e che erano stati da lui ben trattati.

### Scoppio delle polveri del magazzino
Prima di guidare la sortita finale della guarnigione dal castello, Zrinski ordinò di accendere una miccia per far esplodere le polveri rimaste nel magazzino. Dopo aver vinto l'ultima resistenza dei difensori, gli assedianti sciamarono nella fortezza. L'esercito ottomano entrò nelle rovine della città e cadde nella trappola mortale: migliaia di loro perirono nell'esplosione del magazzino delle polveri.
La vita del visir Ibrahim fu salvata da una domestica di Zrinski, che lo mise in guardia dalla trappola mentre lui e le sue truppe cercavano tesori interrogando i sopravvissuti. Mentre le chiedevano del tesoro, la prigioniera rispose che era già stato da tempo speso tutto, ma che sotto i loro piedi vi erano 3 000 libbre di polvere, che sarebbero state innescate da una miccia a lunga durata: il visir ed i suoi ufficiali ebbero appena il tempo per fuggire, ma 3 000 turchi perirono nell'esplosione.

## Conseguenze

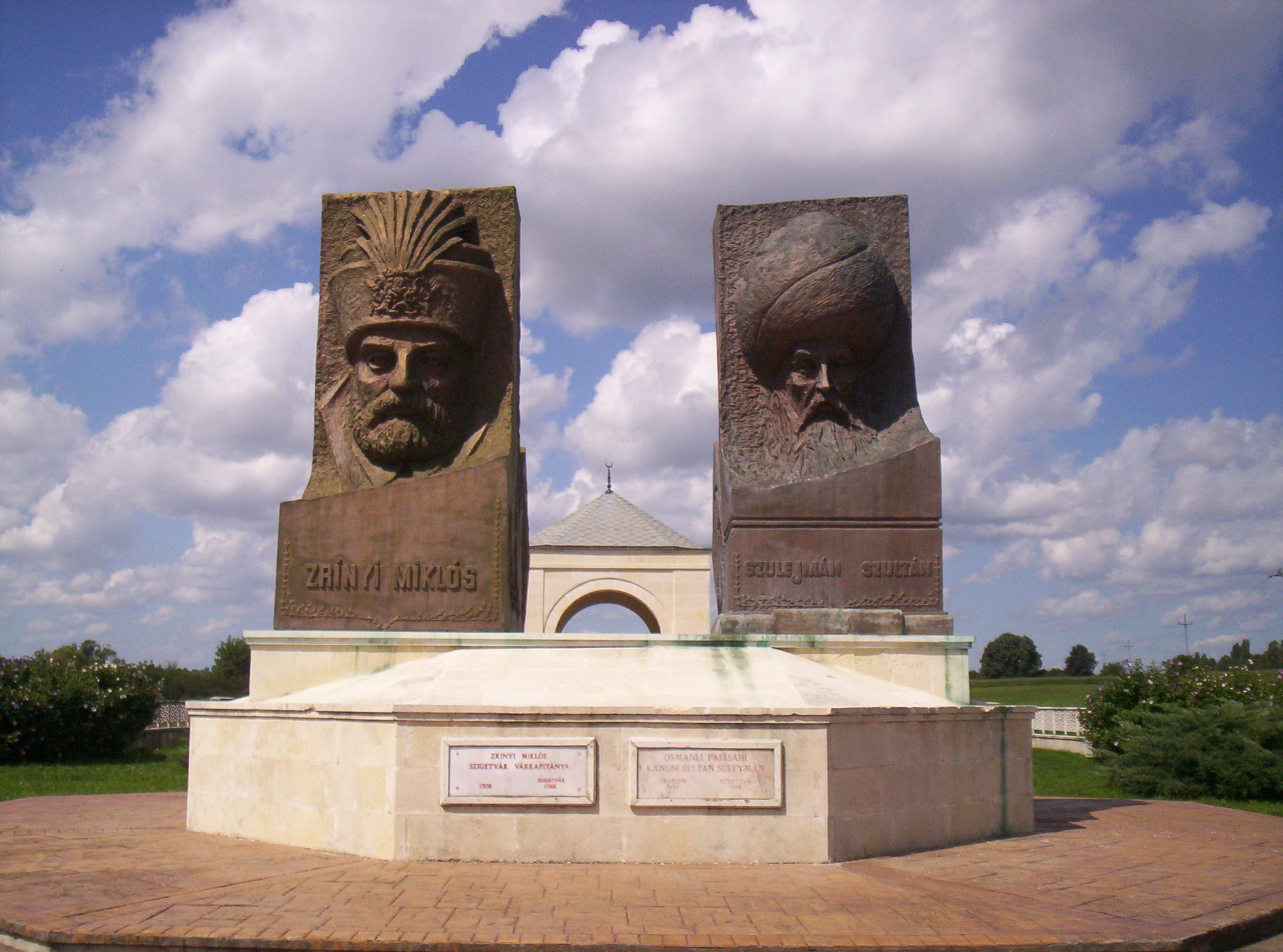
Il Parco dell'amicizia turco-ungherese a Szigetvár

Quasi tutta la guarnigione di Zrinski era stata spazzata via dopo la battaglia finale, ma anche le perdite ottomane erano state pesanti. Tre pascià, 7 000 giannizzeri e 28 000 altri soldati erano caduti in battaglia. Le fonti divergono sul numero esatto delle perdite ottomane, ma la stima varia tra i 20 000 ed i 35 000.
Dopo la battaglia il Gran Visir emise bollettini di vittoria con il nome del sultano. Essi annunciavano che quest'ultimo era spiaciuto che il suo stato di salute gli impedisse di proseguire nella vittoriosa campagna militare. Il suo corpo venne riportato a Costantinopoli, mentre gli ufficiali a lui più vicini fingevano di parlare con lui. Fonti turche affermano che la finzione durò tre settimane e che anche il medico personale del sultano era stato strangolato per precauzione.
È possibile che il lungo viaggio di avvicinamento e l'assedio avessero avuto un effetto negativo sulla salute del sultano. La sua morte causò il differimento di ogni avanzata, dovendo il Gran Visir tornare a Costantinopoli per curare il passaggio dei poteri al nuovo sultano Selim II. Anche se il sultano aveva lasciato il suo esercito, non avrebbe potuto fare granché fra la caduta di Szigeth e l'arrivo dell'inverno: la lunga durata dell'assedio di Szigeth aveva ritardato la spinta ottomana su Vienna.
Due ambasciatori furono inviati alla Sublime Porta dall'imperatore Massimiliano II: il croato Antonio Veranzio e lo stiriano Christoph Teuffenbach. Essi giunsero a destinazione il 26 agosto 1567 e furono ben ricevuti dal sultano Selim II.
Il 17 febbraio 1568, dopo cinque mesi di trattative con Sokollu Mehmed Pascià, fu raggiunto un accordo. Il Trattato di Adrianopoli fu firmato il 22 febbraio. Selim II concordò una tregua di otto anni, ma l'accordo portò un periodo di pace (relativa) di 25 anni, finché non scoppiò la Lunga Guerra. La tregua era condizionata al pagamento di un tributo annuale di 30 000 ducati alla Sublime Porta, che Massimiliano II accettò di pagare.

## L'assedio nell'arte

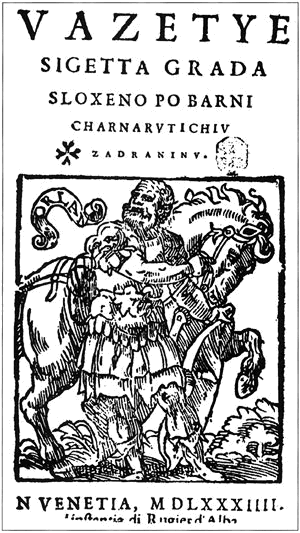
Copertina della prima edizione di Vazetje Sigeta grada, 1584

Il poeta e scrittore del rinascimento croato Brne Karnarutić, di Zara, scrisse La Conquista della città di Sziget (in croato Vazetje Sigeta grada) qualche tempo prima del 1573 e l'opera venne pubblicata postuma nel 1584 in Venezia; essa fu la prima narrazione epica croata riguardante la storia nazionale e la battaglia di Szigetvár. Essa fu ispirata dal Judita di Marko Marulić.
La battaglia venne anche immortalata nel poema epico ungherese Szigeti Veszedelem (Il rischio di Sziget), scritto in quindici parti dal pronipote di Zrinsky Nicholas VII di Zrin (anch'egli bano di Croazia) nel 1647 e pubblicata nel 1651. Nonostante che l'autore ed altri membri della famiglia Zrinsky fossero fieri nemici dei Turchi, il poema non li demonizza mai. I Turchi sono rappresentati come esseri umani e una storia d'amore fra il tataro Deliman e la figlia del sultano Cumilla s'intreccia con la trama principale.
Petar Zrinski, fratello di Nikola VII Zrinski, pubblicò Opsida Sigecka (1647/8) in lingua croata, il che non sorprende, poiché la famiglia Zrinski era bilingue.
Un altro nobile poeta-guerriero croato Pavao Ritter Vitezović (1652–1713) scrisse sulla battaglia. 
Il suo poema Odiljenje sigetsko (L'addio a Sziget), pubblicato la prima volta nel 1684, ricorda gli eventi senza rancore o invocazioni alla vendetta. L'ultimo dei quattro canti, dal titolo Pietra tombale, consiste in epitaffi per i guerrieri croati e turchi che morirono durante l'assedio, mostrando per entrambi il medesimo rispetto.
L'opera del 1876 di Ivan Zajc Nikola Šubić Zrinski è l'opera più famosa e popolare in Croazia. 
Essa narra l'eroica sconfitta dei croati contro i turchi come una metafora per i loro recenti impulsi nazionalisti nei confronti della Monarchia asburgica.
Zrinski viene rappresentato nel racconto come un eroe croato del XVI secolo che sconfisse i turchi un paio di volte prima di soccombere insieme alla famiglia ed ai suoi più vicini sostenitori, nell'assedio del castello di Szigeth. L'opera contiene la famosa aria patriottica U boj, u boj  ("In battaglia, in battaglia").